# Jean Roumilhac
Jean Roumilhac, né le 2 novembre 1892 à Lavaud-Coutheillas (Compreignac, Haute-Vienne) et mort le 27 juillet 1949 à Aix-en-Provence (Bouches-du-Rhône), est un industriel, pacifiste, libertaire et franc-maçon français.
Chef d'entreprise et libertaire, premier président de la section française de Solidarité internationale antifasciste en 1937, il s'engage concrètement dans le soutien aux réfugiés espagnols antifranquistes et intègre la résistance pendant l'occupation allemande.
Initié en franc-maçonnerie à 28 ans, il reste fidèle à cet engagement jusqu'à sa mort.

## Biographie

### Premières années en engagement
Très jeune à Limoges, Jean Roumilhac fréquente les milieux libertaires. Il fait ensuite des études commerciales à Paris. Il séjourne en Angleterre où il s'initie à la technique des filatures.
De retour en France au moment de la Première Guerre mondiale, il est réformé et profite de ses activités commerciales pour voyager en Espagne où il entre en contact avec les syndicats ouvriers et les groupes anarchistes de Bilbao et de Barcelone.
Après l'Armistice de 1918, il crée sa propre entreprise à Marseille, la Compagnie du Fil de Lin. Bien avant le Front populaire, les quelque 250 employés de la Compagnie bénéficient de toutes les mesures sociales : restaurant d’entreprise, les 40 heures hebdomadaires et les congés payés.
Il reste fidèle, malgré ses responsabilités patronales, à ses amitiés libertaires.

### Militantisme

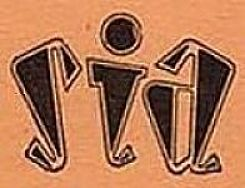
Solidarité internationale antifasciste

Pendant la révolution sociale espagnole de 1936, il est très actif, tentant de contrer et contourner la politique de non-intervention des démocraties européennes. Il collabore alors étroitement avec les responsables de la Confédération nationale du travail (CNT) et de la Fédération anarchiste ibérique (FAI). Il se rend régulièrement à Barcelone, officiellement pour gérer une filiale.
En 1937, il est le premier président de la section française de Solidarité internationale antifasciste fondée par Louis Lecoin.
Après la retirada et l'internement en France des républicains espagnols, il agit pour en faire libérer le plus grand nombre. Il utilise sa filature au service des anti-franquistes réfugiés dans les Bouches-du-Rhône. Il fournit des certificats, salarie des militants, leur permettant d’obtenir un titre de séjour en France. Il crée des colonies d’accueil pour les enfants.
Il est délégué, à Marseille, du Centre des réfugiés espagnols (organisme créé par décret ministériel du 29 décembre 1938) et du Comité pour l’étude de l’intégration des réfugiés espagnols dans l’agriculture française.
En 1939, il sert de prête-nom pour l’achat du domaine d’Aymare (Gourdon, Lot), où est créée une collectivité anarcho-syndicaliste qui permet, d’extraire du camp du Vernet plusieurs dizaines de militants de la CNT de la colonne Durruti,.
Il contribue au journal de la Confédération générale du travail - Syndicaliste révolutionnaire, Le Combat syndicaliste.

### Durant la seconde guerre mondiale
Dès le début de l'occupation allemande, il rejoint le mouvement de résistance Combat.
Il collabore avec le Centre Américain de secours aux réfugiés antifascistes de Varian Fry qui œuvre au sauvetage de juifs, intellectuels et militants anti-nazis.
Arrêté en novembre 1941, il est emprisonné à Fort Barraux (Isère). Il en est libéré grâce à un subterfuge[Lequel ?].
Il parcourt alors la zone occupée pour y créer des groupes de résistance, le plus souvent par l’intermédiaire de ses amis francs-maçons.
Les multiples perquisitions à son domicile marseillais l’obligent à se réfugier dans une petite ville des Alpes, Veynes, alors sous contrôle italien. Il y gère une petite usine textile, Synthesia, tout en poursuivant ses activités au sein du mouvement Combat.
À la Libération de la France, il revient à Marseille et reprend la direction de la filature ainsi que ses activités de soutien aux exilés politiques. Il devint le premier président départemental de la Solidarité internationale antifasciste.

### Franc-maçonnerie
Son premier contact avec la franc-maçonnerie date de 1912 lors d'un voyage à Manchester, il a 20 ans.
Le 18 mars 1920, Jean Roumilhac, âgé de 28 ans, est admis en franc-maçonnerie, à la loge Les Artistes réunis du Grand Orient de France à Limoges.
Affilié à la loge La Parfaite Union de Marseille, il y retrouve d’autres libertaires parmi lesquels Voline, Jean Marestan, Joseph Gleize.
Il est élu vénérable de cette loge en 1935 et élu en 1937 et 1946 au conseil de l’ordre du Grand Orient de France. Il est également élu 1er grand maître adjoint de l'ordre en novembre 1948,.

### Mort et postérité
Il meurt dans un accident de voiture le 24 juillet 1949 à Aix-en-Provence. La Grande Loge de France lors de son convent de 1949 lui rend hommage, son éloge funèbre est prononcé par Henri Julien de la Fédération anarchiste.
La Compagnie du Fil de Lin poursuivie ses activités jusqu'à c. 1970. Les bâtiments, situés dans les quartiers de La Pointe-Rouge et La Vieille-Chapelle existent toujours. Il fut décidé fin 2021 que le rond-point adjacent aux anciens locaux portera son nom.

### Articles
- Christine Roux, « Francs-maçons marseillais et américains à la Libération : une correspondance inédite », Cahiers de la Méditerranée, no 72,‎ 2006 (lire en ligne, consulté le 17 avril 2015).
- David Coquille, « Marseille : le patron libertaire de la Vieille-Chapelle », La Marseillaise,‎ 18 août 2014 (lire en ligne).

### Notices
- Dictionnaire biographique, mouvement ouvrier, mouvement social : notice biographique.
- Dictionnaire des anarchistes, « Le Maitron » : notice biographique.
- Dictionnaire international des militants anarchistes : notice biographique.
- René Bianco, 100 ans de presse anarchiste : notice.